# Choi Jong-hoon
Choi Jong-hoon (최종훈?, 崔鐘訓?, Choe Jong-hunLR, Ch'oe ChonghunMR; Seul, 7 marzo 1990) è un musicista e attore sudcoreano. Ha ricoperto il ruolo di leader, chitarrista e tastierista della band rock FT Island a partire dal suo debutto nel 2007, fino al suo ritiro dall'industria dell'intrattenimento nel 2019.
Il 14 marzo 2019, Choi si è ritirato dall'industria dell'intrattenimento, in seguito alle accuse di coinvolgimento in un caso di corruzione e condivisione di video e immagini sessuali illeciti, parte delle chatroom di Jung Joon-young su KakaoTalk, trapelate inizialmente nello scandalo del Burning Sun. Il 29 novembre 2019, è stato riconosciuto colpevole e condannato a cinque anni di prigione.

## Biografia
Nato e cresciuto a Seul, ha frequentato la Shindongshin Middle Information Industry High School. Durante gli anni delle scuole superiori, è stato accettato nell'agenzia di talenti FNC Music, che ha successivamente formato la band FT Island con Jong-hoon come leader e chitarrista. In seguito, Choi ha frequentato l'Università di Suwon, specializzandosi in musica digitale insieme all'ex membro della band Oh Won-bin.
Nel gennaio 2009, insieme ai membri Choi Min-hwan e Lee Jae-jin, è stato inserito nel sottogruppo A3. Il sottogruppo ha debuttato al concerto di capodanno del 2009, intitolato "My First Dream", tenutosi presso la JCB Hall di Tokyo, il 2 gennaio 2009. Choi ha suonato la chitarra e ha svolto il ruolo di sub-vocalist. Il nome del gruppo era "A3" a causa del fatto che ciascuno dei tre membri aveva il gruppo sanguigno di tipo A. Questo gruppo è stato formato per contribuire ad occupare parte del tempo dedicato al canto durante i loro concerti, in modo che il cantante principale, Lee Hong-ki, non sovraffaticasse la voce.
Il 17 ottobre 2009, ha sfilato alla Seoul Fashion Week per Lee Joo-young, designer della collezione Resurrection.
A partire dal 2008, Choi ha iniziato a fare camei e comparsate sul piccolo schermo. Insieme al compagno di band Song Seung-hyun, ha partecipato a Style Wave nel dicembre 2009 e gennaio 2010. In questo programma, le star discutono delle principali tendenze di stile e vestono un acquirente secondo un tema di stile scelto.
In seguito, ha partecipato all'episodio 15 del programma Idol Maknae Rebellion della Seoul Broadcasting System con Seung-hyun, che era anche membro del cast dello show; l'episodio è andato in onda il 13 febbraio 2010. Ha debuttato come attore interpretando un personaggio di supporto nel film You're My Pet, che ha come protagonisti gli attori Jang Keun-suk e Kim Ha-neul. Basato sul manga giapponese Sei il mio cucciolo, Choi interpreta il fratello minore del personaggio di Kim.
A dicembre 2012, si è unito al cast della seconda stagione di The Romantic & Idol trasmesso su tvN.
Nel 2015, è stato scelto per il ruolo principale di Park Shi-hyun nel web drama Prince's Prince. Basata sul webtoon omonimo, la serie ruota attorno alla sorella minore di Shi-hyun e alla sua immersione nel mondo dei videogiochi. In qualità di protagonista per la prima volta, Choi ha dichiarato durante una conferenza stampa prima delle riprese: "In passato ho recitato un po', ma dovrei affrontare questo ruolo con attenzione e cautela".
Nel 2017, ha recitato nel drama Unexpected Heroes, interpretando il personaggio principale di Min Soo-ho.

## Controversie

### Violenze sessuali e corruzione
A marzo 2019, è emerso che Choi faceva parte di una chat di gruppo online che condivideva video espliciti di donne, filmati senza il loro consenso o conoscenza, insieme alle celebrità Lee Jong-hyun e Jung Joon-young. È stato anche accusato di aver corrotto la polizia per evitare che i giornali coprissero un incidente di guida in stato di ebbrezza in cui era rimasto coinvolto nel 2016. Successivamente, la sua agenzia ha annunciato che avrebbe lasciato gli FT Island e che si sarebbe ritirato dall'industria dell'intrattenimento.
Nell'aprile 2019, la polizia ha denunciato Choi per la registrazione e la distribuzione di video illegali e per corruzione di pubblico ufficiale. L'11 aprile 2019, l'uomo ha ammesso di aver diffuso foto e video scattati con telecamere nascoste. Gli sono stati contestati un capo di condivisione di materiale registrato personalmente e cinque capi di condivisione di materiale proveniente da altre fonti.
Il 19 aprile 2019, una donna si è presentata alla sede di SBS funE, affermando che cinque uomini, tra cui Choi, l'avessero violentata dopo averla resa incosciente nel marzo 2016, e che successivamente avessero condiviso le riprese in una chat di gruppo. Choi ha negato l'accusa, ma ha ammesso di essere stato con la donna in quella giornata. Il 10 maggio 2019, è stato arrestato e incriminato con l'accusa di violenza sessuale di gruppo. Il 29 novembre 2019, è stato condannato a cinque anni di prigione. Il 12 maggio 2020, la Corte suprema di Seul ha ridotto la sua condanna a due anni e mezzo dopo aver raggiunto un accordo con una delle vittime. L'8 novembre 2021, è stato riferito che Choi era stato rilasciato dal carcere.

## Filmografia

### Cinema
- You're My Pet (너는 펫?), regia di Kim Byeong-kon (2011)

### Televisione
- On Air (온에어?) – serie TV (2008)
- Style (스타일?) – serie TV (2009)
- The Romantic & Idol 2 (더로맨틱&아이돌 2?) – reality (2012–2013)
- Cheongdam-dong 111 (청담동 111?) – reality (2013–2014)
- Prince's Prince (프린스의 왕자?) – webserie (2015)
- Heroes (영웅들?) – serie TV (2015)
- Law of the Jungle in Sumatra (정글의 법칙 in 수마트라?) – docu-reality (2017)
- Unexpected Heroes (뜻밖의 히어로즈?) – webserie (2017)
- Real Life Men and Women (현실남녀?) – reality-varietà (2018)

## Discografia

### Singoli
- 2009 – Wish Ver.2